# Serie B2 2020-2021 (pallavolo)
La Serie B2 2020-2021 si è svolta dal 23 gennaio al 27 giugno 2021: al torneo hanno partecipato centoquarantaquattro squadre di club italiane.

## Regolamento

### Formula
La formula del torneo è stata più volte rivista, adattandosi di volta in volta all'evoluzione della pandemia di COVID-19; nella versione definitiva, le squadre, divise in dodici gironi, ciascuno dei quali è stato ulteriormente suddiviso in due sottogironi, hanno disputato un girone all'italiana, con gare di andata e ritorno, per un totale di dieci giornate.
La regular season del girone L, nella quale sono state inserite le squadre della Sardegna, ha avuto uno svolgimento in due fasi con la finalità di limitare le trasferte disagiate: in una prima fase le squadre sono state raggruppate in tre sottogironi (L1-L2-L3) di quattro squadre ciascuno, quindi in una seconda fase raggruppate in quattro sottogironi (L4-L5-L6-L7) composti ciascuno da tre squadre provienienti ciascuna da un differente raggruppamento della prima fase.
Al termine della regular season:
- Le prime quattro classificate di ciascun sottogirone dei gironi A, B, C, D, E, F, G, H, I, M ed N e le prime due classificate dei sottogironi L4, L5, L6 e L7 hanno acceduto alla prima fase dei play-off promozione.
- Per decisione della FIPAV, nessuna squadra è stata retrocessa[4].

I play-off promozione si sono giocati con gare di andata e ritorno (in caso di parità di punti dopo le due partite è stato disputato un golden set).
- Le otto squadre qualificate di ciascun girone hanno disputato un torneo in tre fasi: le squadre vincenti la terza fase sono state promosse in Serie B1.
- Le dodici squadre perdenti la terza fase hanno disputato la quarta fase: le ulteriori sei squadre vincenti sono state promosse in Serie B1.

### Criteri di classifica
Se il risultato finale è stato di 3-0 o 3-1 sono stati assegnati 3 punti alla squadra vincente e 0 a quella sconfitta, se il risultato finale è stato di 3-2 sono stati assegnati 2 punti alla squadra vincente e 1 a quella sconfitta.
L'ordine del posizionamento in classifica è stato definito in base a:
- Punti;
- Numero di partite vinte;
- Ratio dei set vinti/persi;
- Ratio dei punti realizzati/subiti.

## Squadre partecipanti

### Girone A
Sottogirone A1
- Altavalbisagno
- Area Bra
- Carcare
- Cuneo Granda II
- L'Alba
- Serteco Genova

Sottogirone A2
- Caselle
- Chieri '76 II
- Lasalliano
- Pinerolo II
- Piossasco
- Valentino Volpianese

### Girone B
Sottogirone B1
- Certosa
- Garlasco
- Gonzaga Giovani
- Junior Casale
- Pro Patria Milano
- UYBA II

Sottogirone B2
- Agrate
- Argentia
- Cabiate
- CSC Cusano
- FoCoL Legnano
- Marudo

### Girone C
Sottogirone C1
- Brianza
- Concorezzo
- Mandello
- Pro Victoria II
- Vivivolley
- Volley36

Sottogirone C2
- Brembate di Sopra
- Brembo
- Busnago
- Gorle
- Lurano
- Volley 2.0

### Girone D
Sottogirone D1
- Asolo
- Belluno
- Ezzelina Carinatese
- Fusion
- Team Conegliano
- Union

Sottogirone D2
- Blu Team
- Chions Fiume
- Natisonia
- Rizzi Udine
- Virtus Trieste
- Vivil

### Girone E
Sottogirone E1
- Altavilla Sovizzo
- Bassano
- Lagaris
- Marzola
- Neruda
- San Vito

Sottogirone E2
- Aduna Padova
- Dolo-Legnaro
- Eagles
- Noventa
- Orgiano
- Vispa

### Girone F
Sottogirone F1
- Antares Verona
- Bedizzole
- Flero
- Peschiera
- Spakka
- Top Verona

Sottogirone F2
- Academy Modena
- Academy Sassuolo II
- Anderlini
- Cerea
- San Damaso
- Stadium Mirandola

### Girone G
Sottogirone G1
- Academy Piacenza
- Arbor
- Centro Reggiano
- Galileo Giovolley
- OSGB Campagnola
- San Giorgio

Sottogirone G2
- Bologna
- Faenza
- Olimpia Teodora II
- Ozzano
- Persicetana
- Rubierese

### Girone H
Sottogirone H1
- Ambra Cavallini
- Liberi e Forti
- Montesport
- Pistoia La Fenice
- San Casciano II
- Spezia

Sottogirone H2
- Cecina
- CUS Siena
- Ponte Felcino
- School Volley Perugia
- Valdarninsieme
- Vitt Chiusi

### Girone I
Sottogirone I1
- APAV Calcinelli-Lucrezia
- Cattolica
- Corridonia
- Libertas Forlì
- Trasimeno
- Trestina

Sottogirone I2
- Angels Project
- Arabona
- Don Celso
- Futura Teramo
- Pagliare
- Pescara 3

### Girone L
Sottogirone L1
- Andrea Doria Tivoli
- Civitavecchia
- Grosseto
- Viterbo

Sottogirone L2
- Fenice Roma
- Friends Roma
- United Pomezia
- Roma Club II

Sottogirone L3
- Alfieri Cagliari
- Hermaea II
- La Smeralda
- PGS San Paolo

### Girone M
Sottogirone M1
- Due Principati
- Molinari Napoli
- Nola
- Pozzuoli
- San Salvatore Telesino
- Volare Benevento

Sottogirone M2
- Adriatica
- Battipagliese
- Crotone
- Europa
- Fidelis Torretta
- Melendugno

### Girone N
Sottogirone N1
- Dea
- Golem
- Messina[6]
- Planet
- Teams Catania
- Valley

Sottogirone N2
- Albaverde
- Ardens Comiso
- Marsala II
- Nigithor
- Progetto Smart
- Terrasini

## Torneo

### Play-off promozione

#### Quarta fase

##### Tabellone
|  | Quarta fase |                      |   |   |  |
|  |             |                      |   |   |  |
|  | 2D1         | Belluno              | 2 | 0 |  |
|  | 2A2         | Valentino Volpianese | 3 | 3 |  |

|  | Quarta fase |                |   |   |  |
|  |             |                |   |   |  |
|  | 1L4         | United Pomezia | 3 | 3 |  |
|  | 2F1         | Spakka         | 1 | 1 |  |

|  | Quarta fase |                 |   |   |  |
|  |             |                 |   |   |  |
|  | 1E1         | San Vito        | 0 | 1 |  |
|  | 1G1         | Centro Reggiano | 3 | 3 |  |

|  | Quarta fase |                        |   |   |  |
|  |             |                        |   |   |  |
|  | 2H1         | Liberi e Forti         | 3 | 0 |  |
|  | 1M1         | San Salvatore Telesino | 1 | 3 |  |

|  | Quarta fase |            |   |   |  |
|  |             |            |   |   |  |
|  | 1N1         | Golem      | 2 | 1 |  |
|  | 2C2         | Volley 2.0 | 3 | 3 |  |

|  | Quarta fase |                |   |   |  |
|  |             |                |   |   |  |
|  | 1I2         | Angels Project | 1 | 2 |  |
|  | 4B1         | FoCoL Legnano  | 3 | 3 |  |

##### Risultati
| Gara 1 |                                         |     |                                  |
|        |                                         |     |                                  |
| 19-06  | Belluno - Valentino Volpianese          | 2-3 | 25-22, 25-22, 12-25, 22-25, 9-15 |
| 19-06  | United Pomezia - Spakka                 | 3-1 | 25-22, 25-15, 29-31, 25-23       |
| 19-06  | San Vito - Centro Reggiano              | 0-3 | 24-26, 21-25, 16-25              |
| 19-06  | Liberi e Forti - San Salvatore Telesino | 3-1 | 25-21, 25-23, 22-25, 25-20       |
| 19-06  | Golem - Volley 2.0                      | 2-3 | 23-25, 25-21, 28-26, 18-25, 8-15 |
| 19-06  | Angels Project - FoCoL Legnano          | 1-3 | 25-22, 18-25, 15-25, 18-25       |

| Gara 2 |                                         |     |                                       |
|        |                                         |     |                                       |
| 26-06  | Valentino Volpianese - Belluno          | 3-0 | 25-23, 25-17, 25-20                   |
| 26-06  | Spakka - United Pomezia                 | 1-3 | 24-26, 24-26, 25-22, 10-25            |
| 26-06  | Centro Reggiano - San Vito              | 3-1 | 25-20, 22-25, 25-20, 25-20            |
| 26-06  | San Salvatore Telesino - Liberi e Forti | 3-0 | 25-14, 25-20, 25-21 Golden set: 15-12 |
| 27-06  | Volley 2.0 - Golem                      | 3-1 | 24-26, 25-15, 25-19, 25-18            |
| 26-06  | FoCoL Legnano - Angels Project          | 3-2 | 25-18, 23-25, 25-22, 15-25, 15-10     |

## Verdetti

### Squadre promosse
- Caselle
- Centro Reggiano
- Cerea
- Civitavecchia
- Garlasco
- Gorle
- FoCoL Legnano
- Libertas Forlì
- Melendugno
- Noventa
- OSGB Campagnola
- San Casciano II
- San Salvatore Telesino
- Team Conegliano
- Terrasini
- United Pomezia
- Valentino Volpianese
- Volley 2.0